# Air Confort
 (août 2025).
Si vous disposez d'ouvrages ou d'articles de référence ou si vous connaissez des sites web de qualité traitant du thème abordé ici, merci de compléter l'article en donnant les références utiles à sa vérifiabilité et en les liant à la section « Notes et références ».
Air Confort est un épisode de la série télévisée d'animation Les Simpson. Il s'agit du huitième épisode de la trente-sixième saison et du 776e de la série.

## Réception
Lors de sa première diffusion, le 8 décembre 2024, l'épisode a attiré ?million de téléspectateurs.